# سالواتوره مارگاریتا
سالواتوره مارگاریتا (انگلیسی: Salvatore Margarita؛ زادهٔ ۲۹ آوریل ۱۹۹۰) بازیکن فوتبال اهل ایتالیا است.
از باشگاه‌هایی که در آن بازی کرده‌است می‌توان به باشگاه فوتبال ویرتوس لانچانو، باشگاه فوتبال سورنتو کالچو، باشگاه فوتبال آسکولی، و باشگاه فوتبال ونتزیا اشاره کرد.